# Machaerium henanense
Machaerium henanense är en tvåvingeart som beskrevs av Yang och Patrick Grootaert 1999. Machaerium henanense ingår i släktet Machaerium och familjen styltflugor.
Artens utbredningsområde är Henan (Kina). Inga underarter finns listade i Catalogue of Life.